# Ізюмський полк
Ізюмський полк — адміністративно-територіальна і військова одиниця Слобідської України. В 1688 році  виділився з Харківського козацького полку. Полковий центр — Ізюм (нині місто Харківської області).
До полку відійшли 25 міст і містечок та 54 села, зокрема Ізюм, Ольховатка, Дворіччя, Новий Перекоп, Балаклія, Андрієви Лози, Бишкін, Лиман, Савинці, Царевоборисів, Сеньків, Купецький, Кам'янка, Печеніги, Махнач, Зміїв, Співаківка, Тор та ін.
1732 року складався з 17 сотень.
Після ліквідації полкового поділу у 1765 році реорганізований в регулярний Ізюмський гусарський полк російської армії, а його територія увійшла до складу Ізюмської провінції Слобідсько-Української губернії.
На території полку перебував Святогірський монастир, який у XXI столітті отримав статус Лаври.

## Літопис полку
- 1688 рік . З Харківського слобідського козацького полку виділяється новий козацький полк, який отримує назву Ізюмського. Всі привілеї харківського полку, були перенесені на новоутворений полк.[1]
- До 1691 року — полкове місто Ізюм, було фактичним центром не тільки ізюмського полку, а ще й Харківського козацького полку.
- У 1695 —1696 роках — Ізюмський полк бере участь в Азовських походах.[2] В складі військ московського боярина Шереметєва Б. П. брали участь в штурмі фортеці Кизикермен (Кизи-Кермен). Разом з московськими військами також беруть участь в штурмі фортець Аслан-Кермен, Нусти-Кермен, Горденко, Мубарек та Шах-Кермен.
- В грудні 1700 року  в зв'язку з поразкою московських військ в битві під Нарвою під час Північної війни Ізюмський полк, разом з іншими слобідськими козацькими полками вирушає до Псковської області[3] де збиралося московське військо на чолі з вже відомим по Азовським походам Шереметєвим Б. П.
- У 1701 році  були на кордоні з Ліфляндією, звідкіля робили постійні набіги на шведську землю. Слобідські та гетьманські козаки спустошили землі між річками Емайигі[4] Нева, також було взято десь 6000 полонених. Слобідські козаки й далі брали участь в боях разом з російською армією до 1702 року.
- У 1705,1706 роках донські козаки роблять набіги на землі Ізюмського полку внаслідок суперечок навколо солеварень коло Бахмута. В 1710 році, ці солеварні, були передані до московської власності.
- У 1707 році  полковнику Ізюмського полку Шидловському Ф. В. московська влада надає новостворену посаду головного керівника всіх слобідських полків — Бригадир Слобідських козацьких полків. На його місце призначено Донець-Захаржевського М. К.
- 1708 рік. Слобідські козаки на чолі з бригадиром Федором Шидловським, відбувають до Дону, для боротьби з військом Кіндрата Булавіна.
- 1725—1727 роки. Ізюмські виборні козаки, в складі зведеного загону (1000 козаків) слобідських козаків під керівництвом харківського полковника Квітки Григрія Семеновича, приєднаних до корпуса Матюшкина беруть участь в Перському поході.[5][6] Мали постійні бої з азербайджанцями (кавказькими татарами).[7] Брали участь в руйнуванні міста Таркі. В вересні 1727 року, слобідські козаки повернулися в Україну.
- У 1726 році  в полку була запроваджена постійна рота, на чолі з "полковим ротмістром. В кожній сотні була запроваджена посада підпрапорного.
- На початку 1731 року, нова російська імператриця Анна Іванівна, наказує відправити 20 000 українських козаків (серед них 2000 слобідських), та 10 000 селян (як власницьких так й військових) на будівництво Української лінії. Лівий фланг Української лінії проходив по території Ізюмського полку протягом 100 верст. Були побудовані фортеці: Співаківка, Святого Петра, Танбовська, Слобідська, Михайлівська, Олексіївка.
- У 1732 році  в Слобідських полках пройшла ревізія під керівництвом князя Шаховського. Було встановлено кількість бійців Слобідських полків в 4200 козаків, ізюмських козаків з них було 800 козаків. Одна зі змін також була в тому, що в полку була запроваджена постійна рота, на чолі з капітаном, з чином російського армійського поручика. Кожному такому капітану, було надано помічника поручика з чином російського армійського прапорщика.[8] Полковник полку порівняно, до армійського прем'єр-майора.
- У травні 1733 року  Слобідські полки в складі корпусу Льва Васильовича Ізмайлова відбувають до Польщі, для підтримання спокою в країні в зв'язку з виборами нового короля Августа III. Брали участь в боях з підрозділами іншого короля Польщі Станіслава Лещинського. Брали участь в битві під Сенцями
- У 1734 році  ізюмські козаки на чолі з сотником Василем Капністом разом з запорожцями нападають на калмицьку орду хана Дондук-Омбо, яка потерпала Україну. Перемога була за ізюмцями, повернулися вони до Ізюму з полоненими та здобиччю.
- Наприкінці 1735 року  Слобідські полки повернулися з Польщі до України.
- У 1736 році  слобідські козаки під керівництвом бригадира Олексія Леонтійовича Лесевицького, в складі російської армії Мініха брали участь в Російсько-турецькой війни. Брали участь в захопленнях кримських міст та фортець: Кінбурн, Козлов, Ак-Мечеть, Бахчисарай та інших.
- У 1737 році  ізюмські козаки брали участь облозі Очакова.
- У 1742 році  Слобідська старшина була на коронації імператриці Єлизавети Петрівни в Москві. Від Ізюмського полку були полковник Лаврентій Іванович Шидловський та обозний Михайло Милорадович.

## Структура

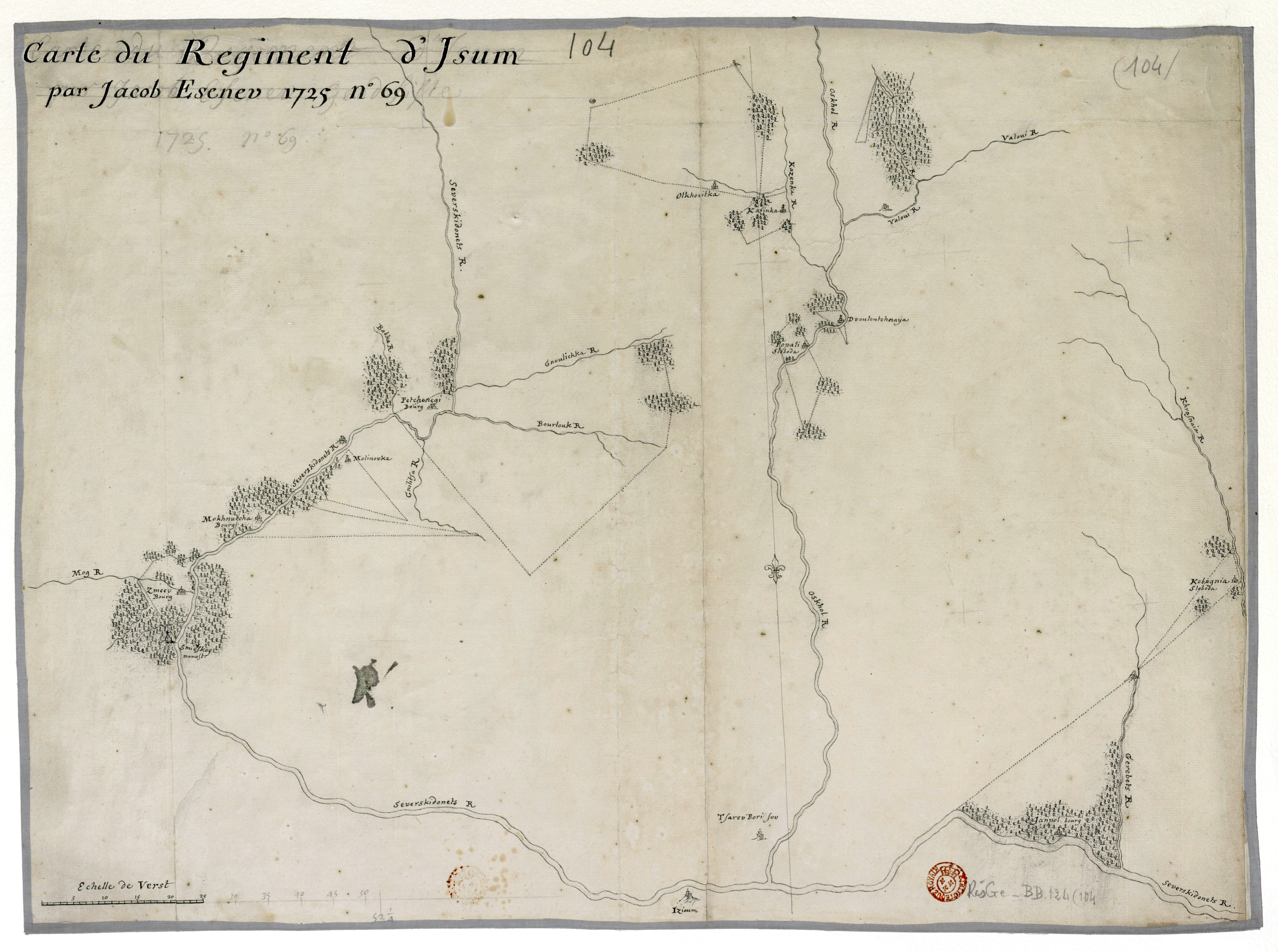
Мапа Ізюмського полка Якова Єсенєва, 1725 рік.

### Полк
Головою полку був — полковник. З ним поділяли владу полкова старшина. Полковник, та старшина, обиралися на необмежений час. Їхня служба припинялася за наказом царя (пізніше російського імператора) чи по смерті. В дуже виключних випадках, полковника, можливо було відсторонити, за вирішенням полкової старшини.
На відміну від інших слобідських козацьких полків, Ізюмський полк ніколи не мав представників російського царя-воєвод.
Ізюмський полковник (як й інші полковники козацьких полків гетьманщини, та Слобожанщини) були, не тальки військовими керманичами. А також й керівниками адміністративно-територіальної одиниці «полку». Він мав право видавати укази, за своїм підписом (універсали).
Полковничими клейнодами були:
- пірнач
- полкова хоругва
- полковнича печатка

Полкова старшина складалася з шести людей: полкові обозний, суддя, осавул, хорунжий та два писарі.
- Полковий обозний — перший за значенням з полкової старшини. Заступник полковника. Відповідальний за артилерією, та фортифікаційними спорудами. За відсутність полковника, заміщував його, але без права видавання універсалів;
  - Для керівництва великими козацькими підрозділами у походах, назначався «наказний полковник». Наказний полковник, не був постійною полковою старшиною, але його тимчасова влада була дуже великою;
- Полковий суддя — йому підпорядковувався суд;
- Полковий осавул — помічник полковника, з військових питань;
- Полковий хорунжий — керівник «хорунжових» козаків (охорона полковника, та старшини). Також керував полковою музикою, та полковою хоругвою (полковим прапором);
- Полкові писарі — відповідали за діловодство полку. Один за цивільними справами, другий військовими.

### Сотні
Полк, поділявся на сотні, адміністративно-територіальні одиниці у складі полку. Головою сотні був сотник. Як і полковник, сотник мав усю (цивільну та військовою) владу у підпорядкованої йому сотні. Спочатку був виборним, пізніше обирався сотенною старшиною, та затверджувався полковником.
Сотні мали свої сотенні значки, та корогви.
Сотенна старшина (штаб сотні) по складу майже повторювала склад старшини полку:
- Сотенний отаман — заступник сотника. Втілював в собі обов'язки полкових судді, й обозного;
- Осавул — помічник сотника, з військових питань;
- Хорунжий — керівник значкових товаришів (охорона сотника, та старшини). Також відповідав за збереження сотенних значків, та корогв.
- Писар — відповідав за діловодство сотні.

### Козаки
Усі козаки полку поділялися на три основних шари виборні, компанійці та підпомічники. Саме виборні, або реєстрові козаки, були бойовою силою полку. Вони повинні були завжди мати змогу для участі в виконуванні сторожової служби, та походів. Поділялися на три класи: сотенні, хорунжові козаки та пушкарі.
- Сотенні козаки — більшість козаків полків. Особовий склад сотень, з яких складався полк. Розташовувалися по сотенним містечкам. За покликанням полковника, на чолі зі своїм сотником вирушали до полкового міста, чи на вказане місце збору.
- Хорунжові козаки — козаки, що були в прямому підпорядкуванні полковника. Були охоронцями, та вістовими полковника, та полкової старшини. Це була своєрідна гвардія полку.
- Пушкарі — несли гарнізонну службу в фортецях. Відповідали за гармати полку. Були підпорядковані полковому обозному.

Компанійцями, були члени родин виборних козаків, їх родичі. Вони не несли постійної служби, але з їх кола набиралися реєстрові козаки при поповненні штату полку.
Третім прошарком козаків були підпомічники. Вони також не несли військових обов'язків, але повинні були допомогти виборним козакам у всіх їх потребах. А також поставляти їм провізію під час походів.

## Полковники
- Григорій Єрофійович Донець-Захаржевський (до 1691 року) — засновник та перший фактичний полковник Ізюмського полку. Стольник. В той же час був полковником Харківського слобідського козацького полку. Саме він був засновником полкового місто Ізюм коло Ізюмського перевозу, та Ізюмського кургану. Місто Ізюм, за часів Григорія Єрофійовича, був полковим центром обох підлеглих йому полків.[9]
- Костянтин Григорович Донець-Захаржевський (1688 — 1692 роки) — перший полковник Ізюмського полку.[10]Стольник. Син засновника полку Григорія Єрофійовича. За життя батька, у всьому підпорядковувався йому. Неодноразово був наказним полковником в Харківському полку.
  - Іван Сербин в 1691 році  наказний полковник. Полковник Костянтин Григорович Донець-Захаржевський в листі до Чугуївського воєводи, згадує Івана Сербина як наказного полковника Ізюмського полку, в зв'язку з тим що до нього (Івана Сербина) в Нову Водолагу прийшов втікший з полону у Кафі нововодолазький козак Роман Семенов, що був у полоні два роки.[11]
- Федір Володимирович Шидловський (1692 — 1707 роки) — полковник Ізюмського полку. Стольник. Також був полковником Харківського полку. Став першим бригадиром Слобідських козацьких полків в 1707 році.
- Михайло Костянтинович Донець-Захаржевський (1707 — 1730 роки) — полковник Ізюмського полку. Став полковником після того, як його родич та попередник Федір Шидловський став бригадиром.
  - Данило Євстафійович Бистрицький(1711, 1719—1720 роки) — наказний полковник Ізюмського полку.[12]
  - Василь Горяістов(1730/31 роки) — наказний полковник Ізюмського полку.[13]
- Лаврентій Іванович Шидловський (1730 — 1743 роки) — полковник Ізюмського полку. Стольник.
- Іван Григорович Квітка (1743 — 1751 роки) — полковник Ізюмського полку.Бригадир Слобідських козацьких полків в 1751 році.
- Федір Фомич Краснокутський (1751 — 1765 роки) — полковник Ізюмського полку.

## Список сотень
- Ізюмська сотня — полкове місто Ізюм;
- Андріївська сотня — сотенне містечко Андріївка;
- Балаклійська сотня — сотенне місто Балаклія, яка раніше була полковим містом Балаклійського козацького полку;
- Бишкинська сотня — сотенне містечко Бишкин;
- Гороховатська сотня[14] — сотенне містечко Гороховатка.
- Дворечанська сотня — сотенне містечко Дворічна;
- Зміївська сотня — сотенне місто Зміїв, який раніше був полковим містом Зміївського козацького полку;
- Куп'янська сотня — сотенне місто Куп'янськ;
- Лиманська сотня — сотенне містечко Лиман;
- Мохначська сотня — сотенне містечко Мохнач;
- Печенізька сотня — сотенне містечко Печеніги;
- Савинецька сотня — сотенне містечко Савинці;
- Сеньківська сотня — сотенне містечко Синьківка;
- Співаківська сотня — сотенне містечко Співаківка;
- Торська сотня — сотенне місто Тор (теперішній Слов'янськ);
- Цареборисівська сотня — сотенне місто Цареборисів (теперішній Оскіл);

## Козацький однострій (1743 рік)
Під час комісії генерал-аншефа Шаховського О. І. було запропоновано ввести для українських козаків однотипні однострої. За правління Шаховського (до 1736 року), ця думка так й не знайшла підтримки, але до неї повернулися в 1743 році, за часів російської імператриці Єлизавети Петрівни. Започатковується єдиний однострій для Слобідських козацьких полків. Верхній одяг — кунтуш із прорізними рукавами синього кольору. Кунтуш був обшитий срібною тесьмою та шнурами. Кунтуші для всіх полків були однакові.
Жупан та шаровари були полкових кольорів.
| Ізюмський полк | Острогозький полк      | Охтирський полк | Сумський полк  | Харківський полк |
| -------------- | ---------------------- | --------------- | -------------- | ---------------- |
| червоний       | червоно - помаранчевий | зелений         | світло — синій | жовтий           |

## Переклад старшинських посад вТабель про ранги(1765)

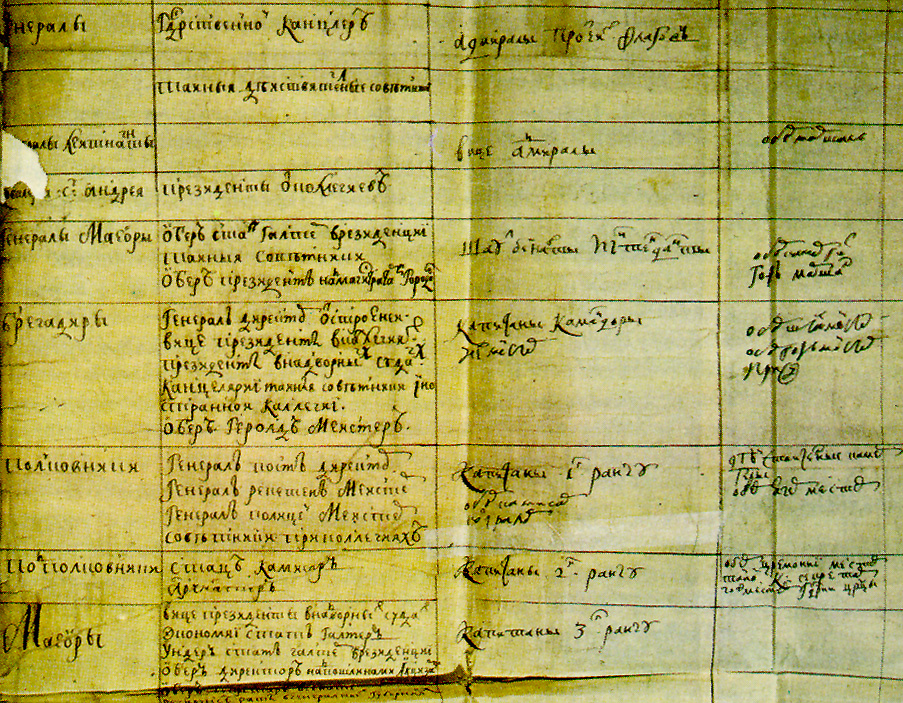
Табель про ранги

У зв'язку з переформуванням Ізюмського слобідського козацького полку в регулярний імперський Ізюмський гусарський полк, козацькій старшині було запропоновано вступити на службу у формований полк чи отримати відставку. Так як армійські чини присвоювалися на одну-дві сходинки нижче, а так само через те, що різниця в уряді козацького старшини і армійського офіцера не були рівноцінна, багато представників старшини вийшли у відставку. Середній же і рядовий козацький прошарки склали основу новосформованого полку.
Колишнім старшинам, які вирішили піти в відставку (в «абшит»), та тим які вирішили продовжити службу в «гусарії», було надано цивільні, чи військові чини згідно Табелю про ранги.
| Посада (козацька старшина) | Військовий чин           | Цивільний чин           | Клас                   |
| -------------------------- | ------------------------ | ----------------------- | ---------------------- |
| Полковник                  | Підполковник             | Надвірний радник        | VII                    |
| Полковий обозний           | Прем'єр-майор            | Колезький асесор        | VIII                   |
| Полковий суддя             | Секунд-майор             | Колезький асесор        | VIII                   |
| Полковий осавул            | Ротмістр                 | Титулярний радник       | IX                     |
| Полковий хорунжий          | Поручник                 | Губернський секретар    | XII                    |
| Сотник                     | Поручник                 | Губернський секретар    | XII                    |
| Старший полковий писар     | —                        | Губернський секретар    | XII                    |
| Молодший полковий писар    | —                        | Кабінетський реєстратор | XIII                   |
| Сотенний хорунжий          | Вахмістр                 | -                       | нижче табелі про ранги |
| Решта                      | Унтер-офіцери та капрали | -                       | нижче табелі про ранги |

Якщо ж представник старшини не брав участі у походах, то він отримував чин, на щабель нижче встановленого. Наприклад: полковий обозний при перекладі на загальноімперську систему отримував чин прем'єр-майора, але якщо він не брав участі у походах, то міг розраховувати лише на чин секунд-майора.

### Монографії
- Альбовский, Е. История Харьковского слободского казачьего полка 1650-1765 гг. — Харьков: Типография губернского правления, 1895.  [Архівовано 28 листопада 2019 у Wayback Machine.]
- Альбовский, Е. Харьковские казаки. Вторая половина XVII ст. — История Харьковского полка. — С-Птб., 1914. — Т. 1.  [Архівовано 28 листопада 2019 у Wayback Machine.]
- Багалій, Д.І. Історія Слобідської України. — тип. Харків «Дельта» , 1993.— 256 с. — ISBN 5-7707-4256-9 (перевидання книги вид. «Союз» Харківського Кредитного Союзу Кооперативів-1918)
- Багалій, Д.І. Нариси з історії колонізації степової окраїни Московської держави [Архівовано 31 травня 2020 у Wayback Machine.]. — Москва, Університетська друкарня (М.Каткова), 1887.— 634 с.
- Багалій, Д.І. Матеріали для історії колонізації та побуту Харківської та частково Курської і Воронізької губерній. [Архівовано 2 лютого 2014 у Wayback Machine.] Т.1, 1886, Т.2, 1890.
- Гербель, Н.В. Изюмский слободской казачий полк. 1651—1765. — СПб.: Тип. Эдуарда Праца, 1852.   [Архівовано 6 грудня 2014 у Wayback Machine.]
- Гумилевский Д.Г. (Филарет) Историко-статистическое описание Харьковской епархии. [Архівовано 7 травня 2012 у Wayback Machine.] М., 1857—1859.
- Илляшевич, Л.В. Краткий очерк истории харьковского дворянства. – Харьков: Тип. М. Зильберберга, 1885.
- Описи Харківського намісництва кінця XVIII ст. — Київ: Наукова думка, 1991. — С. 164.
- Саяний М.І. Зміївщина-Слобожанщини перлина. — Харків: Кроссроуд, 2009. —288 с. ISBN 978-966-8759-66-6
- Щелков, К.П. Историческая хронология Харьковской губернии. Х., Университетская типография, 1882.

### Довідники
- Панашенко В.В. Ізюмський полк [Архівовано 8 серпня 2016 у Wayback Machine.] // Енциклопедія історії України : у 10 т. / редкол.: В. А. Смолій (голова) та ін. ; Інститут історії України НАН України. — К. : Наукова думка, 2005. — Т. 3 : Е — Й. — С. 428. — ISBN 966-00-0610-1.
- Малий словник історії України / відпов. ред. В. А. Смолій. — К. : Либідь, 1997. — 464 с. — ISBN 5-325-00781-5.

- Ізюмський полк [Архівовано 1 серпня 2016 у Wayback Machine.] // Юридична енциклопедія : [у 6 т.] / ред. кол.: Ю. С. Шемшученко (відп. ред.) [та ін.]. — К. : Українська енциклопедія ім. М. П. Бажана, 1998. — Т. 2 : Д — Й. — 744 с. — ISBN 966-7492-00-8.